# Joseph Heintz l'Ancien
Pour les articles homonymes, voir Joseph Heintz.
Joseph Heintz l'Ancien, né le 11 juin 1564 à Bâle et mort le 15 octobre 1609 près de Prague, est un peintre maniériste et un architecte suisse.

## Biographie
Il étudie avec Hans Bock et copie des œuvres de Hans Holbein le Jeune. Entre 1585 et 1587, il vit à Rome, et devient l'élève de Hans von Aachen. Il s'installe ensuite en Bohême en 1591, et est directement nommé peintre de la cour de Rodolphe II. Il ne reste cependant à Prague que deux ans, car l'empereur lui demande de réaliser des copies d'œuvres antiques, pour lesquelles il doit retourner à Rome, où il reste quatre ans.
Son père et son frère sont également architectes.
Son fils, Joseph Heintz le Jeune (1600-1678), fut également peintre et vécut à Venise à partir de 1625.

## Œuvres

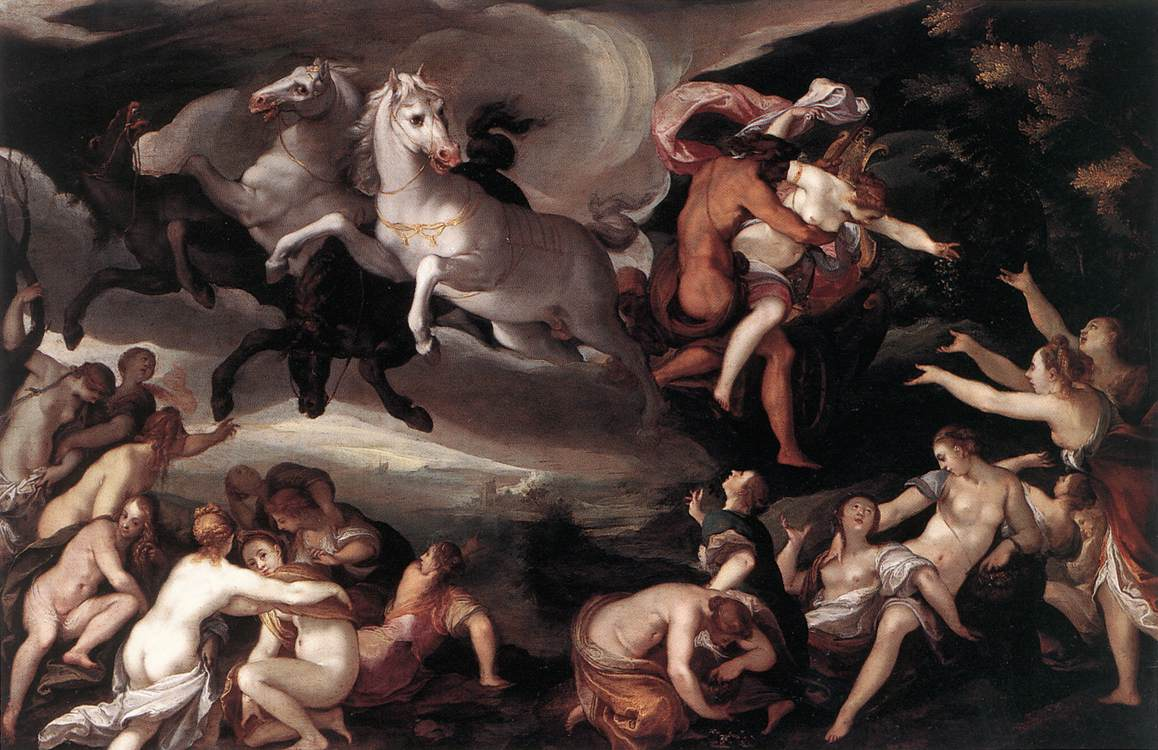
L'enlèvement de Perséphone, 1595

Parmi les tableaux de Joseph Heintz le jeune (v. 1600-v. 1678) figurent des représentations festives du milieu du XVIIe siècle dont certaines sont conservées au musée Correr : Le carnaval place Saint-Marc (Carnevale in Piazza San Marco), Fête du Rédempteur (Festa del Redentore), Chasse au taureau sur le campo S. Polo (Caccia al toro in campo S. Polo), La guerre des poings (Lotta dei pugni), Le parloir des moniales (Parlatorio delle monache). Il a aussi peint une vue perspective de Venise (Pianta prospettica di Venezia, musée Correr). Par-delà les représentations de la vie vénitienne auxquelles Heintz se consacra surtout dans les vingt dernières années de sa vie, les caprices d'invention figurent en bonne place dans son œuvre, dont la vue d'un port imaginaire avec ruines (v. 1665, coll. privée).
On trouve un de ses tableaux, une Adoration des bergers (datée de 1599) au musée des Augustins de Fribourg-en-Brisgau.
Il réalisa aussi quelques portraits, dont celui de Konstanze von Habsburg, Archiduchesse d'Autriche puis reine de Pologne, en 1604, conservé au Clark Art Institute. 

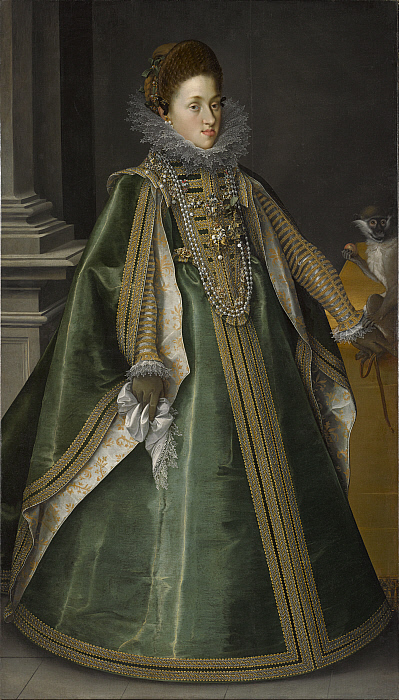
Konstanze von Habsburg, Archiduchesse d'Autriche puis reine de Pologne, 1604, huile sur toile, 183.6 x 105.2 cm, Clark Art Institute.